# Architarbus
Architarbus is een geslacht van uitgestorven spinachtigen, dat leefde in het Laat-Carboon.  

## Beschrijving
Deze 7,5 tot tien centimeter lange spin kenmerkt zich door een brede versmolten cephalothorax en kort abdomen. Het dier had een rugschild.

## Soorten
- Architarbus rotundatus Scudder, 1868
- Architarbus minor Petrukevitch
- Architarbus elegans
- Architarbus mayasi (Nindel, 1955)
- Architarbus angulatus (Nindel 1955)